# Diritti LGBT in Ungheria
I diritti delle persone LGBT (lesbiche, gay, bisessuali e transgender) in Ungheria sono differenti rispetto a quelli delle persone eterosessuali. L'omosessualità è legale in Ungheria per uomini e donne.
La discriminazione in base all'orientamento sessuale e all'identità di genere è vietata nel paese. Le famiglie composte da coppie dello stesso sesso non possono beneficiare degli stessi diritti legali disponibili per le coppie sposate formate da individui di sesso opposto. Per le persone omosessuali e bisessuali è possibile prestare servizio nelle forze armate.
Fino al 3 aprile 2020 le persone transgender che vivevano in Ungheria potevano cambiare il loro genere giuridico. Per decisione del Primo ministro Viktor Orbán, il quale ha dichiarato che il sesso non è più modificabile nel registro civile e nell'atto di nascita.
Il 7 luglio 2021 è entrata in vigore la contestata legge che vieta nelle scuole la diffusione di informazioni e pubblicazioni sull’omosessualità o sul cambio di sesso.
Nel marzo 2025, il governo ha votato a favore del divieto del Budapest Pride, promettendo di imporre multe sia agli organizzatori che ai partecipanti che avessero tentato di partecipare alla marcia. Il divieto ha scatenato l'indignazione dell'opposizione, con diverse manifestazioni contro di esso.

## Storia del diritto penale ed età del consenso
Il primo codice penale ungherese, di Károly Csemegi (1878), puniva l'omosessualità maschile con pene detentive massime di un anno.
Nel 1961 l'attività sessuale tra persone dello stesso sesso sopra i 21 anni è stata decriminalizzata, per poi, nel  1978, essere consentita dal nuovo codice penale anche ai 18enni.
Dal 2002 l'età del consenso si è applicata ugualmente all'attività eterosessuale e omosessuale, da quando è stata pronunciata una decisione della Corte costituzionale.

## Tutele per le coppie dello stesso sesso

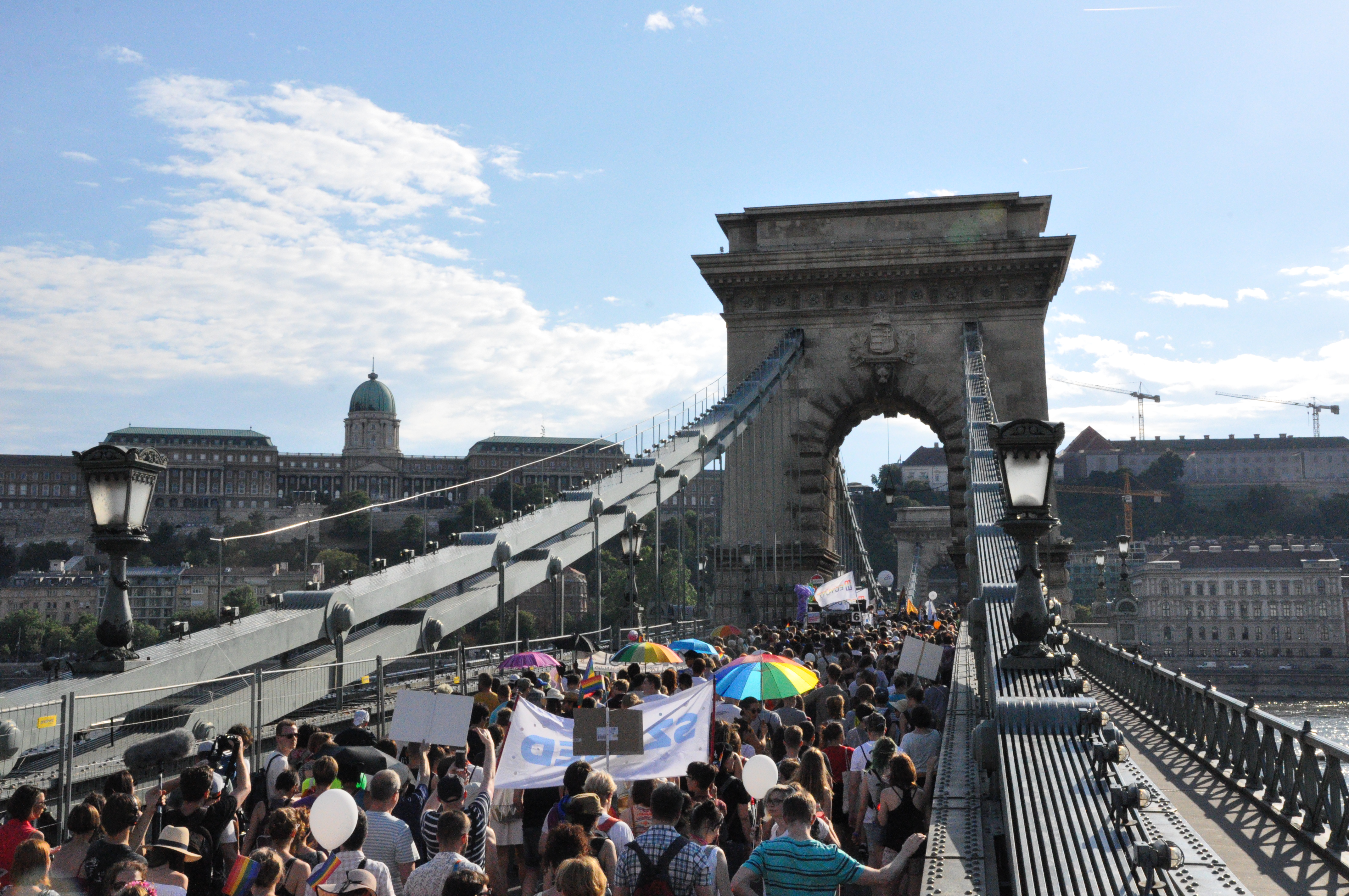
Il pride di Budapest (2017)

### Coabitazione
La coabitazione non registrata è stata riconosciuta dal 1996. Viene applicata a qualsiasi coppia che vive insieme in un rapporto economico e sessuale (matrimonio di diritto comune), comprese le coppie dello stesso sesso.
Non è necessaria alcuna registrazione ufficiale, la legge fornisce alcuni diritti e vantaggi specifici a due persone che vivono insieme.
La coabitazione non dichiarata è definita nel codice civile come: "Quando due persone vivono insieme all'esterno di un matrimonio in una comunità emotiva e finanziaria della stessa famiglia, a condizione che nessuna di esse sia impegnata in un'unione o in un partenariato con un'altra persona, registrata o altrimenti, e senza legami di parentela. L'eredità è possibile solo con testamento; la pensione di vedova è disponibile per le coppie che convivono insieme da più di 10 anni".

### Unione civile
Il 17 dicembre 2007 è stato approvato, dal parlamento, un disegno di legge per l'istituzione dell'unione civile (presentato dal Partito Socialista Ungherese). Il disegno di legge è stato dichiarato incostituzionale dalla Corte Costituzionale perché duplicava l'istituzione del matrimonio per le coppie formate da persone dello stesso sesso. Nel febbraio 2009, il parlamento ha approvato una versione modificata del disegno di legge.
Dal 1º luglio 2009 le coppie dello stesso sesso possono usufruire delle unioni civili. La legge conferisce ai partner registrati gli stessi diritti ai coniugi sposati ad eccezione dell'adozione, della riproduzione assistita o del cognome.

### Matrimonio egualitario
Il 1º gennaio 2012 è entrata in vigore una nuova costituzione, adottata dal governo presieduto da Viktor Orbán (leader del partito Fidesz), che limita il matrimonio alle sole coppie formate da individui di sesso opposto.

## Adozione e fecondazione in vitro
Anche se le coppie dello stesso sesso non possono adottare congiuntamente, l'adozione da parte degli individui è legale, indipendentemente dall'orientamento sessuale o dal rapporto di partenariato.
L'accesso alla fecondazione in vitro è disponibile per le donne single, indipendentemente dall'orientamento sessuale, ma non è disponibile per le persone che vivono in coabitazione o in una partnership registrata con i loro partner dello stesso sesso.

## Protezione dalle discriminazioni
Nel 2000 la corte costituzionale ha riconosciuto che il divieto costituzionale di discriminazione basata su "altro status" comprende anche l'orientamento sessuale. La legge del 2003 sulla parità di trattamento e la promozione delle pari opportunità vieta la discriminazione basata su fattori che includono l'orientamento sessuale e l'identità di genere nei settori dell'occupazione, dell'istruzione, dell'alloggio, della sanità e per l'accesso a beni e servizi.

## Opinione pubblica
Un sondaggio di Eurobarometro, pubblicato nel dicembre 2006, ha riscontrato che il 18% degli ungheresi si è detto d'accordo con il matrimonio egualitario, e solo il 13% si è espresso favorevolmente al diritto d'adozione per le coppie omosessuali. Tuttavia un sondaggio condotto l'anno successivo dopo ha indicato che il 30% del pubblico ungherese sostiene il matrimonio egualitario.
Nel maggio del 2017 Pew Research Center rileva che il 27% degli ungheresi sia favorevole al matrimonio dello stesso sesso, mentre il 64% si oppone all'idea. Il sostegno è stato più elevato tra i soggetti non religiosi (34%) e quelli nella fascia 18-34 anni (39%), contrariamente ai cattolici (25%) e alle persone di età superiore ai 35 anni (23%).

## Tabella riassuntiva
| Attività e relazioni sessuali legali                                                                          | (dal 1961) |
| Parità dell'età di consenso                                                                                   | (dal 2002) |
| Leggi anti-discriminazione sul lavoro                                                                         | (dal 2003) |
| Leggi anti-discriminazione nella fornitura di beni e servizi                                                  | (dal 2003) |
| Leggi anti-discriminazione in tutti gli altri settori (inclusa discriminazione diretta ed espressioni d'odio) | (dal 2003) |
| Unione civile                                                                                                 | (coabitazione dal 1996, unione civile dal 2009)                                                                                              |
| Matrimonio egualitario                                                                                        | (incostituzionale dal 2012) |
| Adozioni per le coppie omosessuali                                                                            | (incostituzionale dal 2020) |
| Autorizzazione a prestare servizio nelle forze armate per le persone LGBT                                     | Si |
| Autorizzazione a prestare servizio nelle forze armate per i/le transessuali                                   | No |
| Diritto di cambiare legalmente sesso                                                                          | (dal 2020 si può cambiare solo fisicamente, è illegale cambiarlo anagraficamente; prima del 2020 si poteva cambiare in entrambe le maniere). |
| Maternità surrogata                                                                                           | (vietata solo per le coppie omosessuali) |
| Accesso alla fecondazione in vitro per le coppie lesbiche                                                     | / (disponibile solo per le donne single) |
| Permesso di donare il sangue                                                                                  | (dal 2020 senza restrizioni) |